# David Göthenstierna
David Göthenstierna, född 6 augusti 1697 i Kungsbacka, död 29 juni 1755, var en svensk lagman och häradshövding.
Han var son till Jakob Göthenstierna och  Maria Stenkamp och blev 1720 häradshövding i Redvägs samt Kinds härader och assessor i Göta hovrätt 1746 men tillträdde ej den tjänsten. Han var lagman i Skånska lagsagan 1747-1752 och i Västergötlands och Dals lagsaga 1752 intill sin död 1755.. 
Innehade Hökerums gård i Södra Vings socken.